# Pseudobutyrivibrio
Pseudobutyrivibrio es un género de bacterias de la familia Lachnospiraceae. Fue descrito en el año 1996. Su etimología hace referencia a Butyrivibrio no verdadero. Se describe como gramnegativa, aunque tal vez sea grampositiva con una pared fina, como otras bacterias de la misma familia. Es anaerobia estricta y móvil por flagelo polar o subpolar. Se trata de bacterias que se encuentran en el rumen de ganado y en el intestino humano.
Contiene dos especies: Pseudobutyrivibrio ruminis (especie tipo) y Pseudobutyrivibrio xylanivorans.